# Валері Зігенфусс
Валері Зігенфусс (англ. Valerie Ziegenfuss; нар. 29 червня 1949) — колишня американська тенісистка.
Здобула 6 парних титулів.
Найвищим досягненням на турнірах Великого шолома були чвертьфінали в парному розряді.

## Фінали Туру WTA

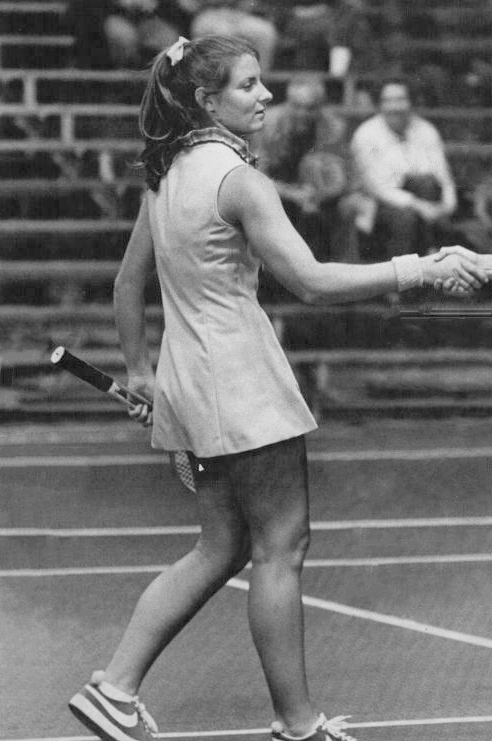
Ziegenfuss in 1969

### Одиночний розряд 1
| Легенда        |   |
| Великий шлем   | 0 |
| Чемпіонати WTA | 0 |
| Tier I         | 0 |
| Tier II        | 0 |
| Tier III       | 0 |
| Tier IV & V    | 0 |

| Результат | Ранг | Дата     | Турнір                       | Покриття | Суперниця      | Рахунок  |
| Поразка   | 1.   | Лют 1972 | Оклагома-Сіті, Оклахома, США | Тверде   | Розмарі Касалс | 4–6, 1–6 |

### Парний розряд 10 (6–4)
| Легенда        |   |
| Великий шлем   | 0 |
| Чемпіонати WTA | 0 |
| Tier I         | 0 |
| Tier II        | 0 |
| Tier III       | 0 |
| Tier IV & V    | 0 |

| Результат | Ранг | Дата     | Турнір                                                  | Покриття | Партнерка       | Суперниці                         | Рахунок       |
| Перемога  | 1.   | Тра 1967 | Ла-Хоя, Каліфорнія, США                                 | Тверде   | Стефані Грант   | Джейн Бартковіч Сью Шредер        | 8–6, 9–7      |
| Поразка   | 2.   | Жов 1968 | Олімпійські ігри в Мехіко (виставковий турнір), Мексика | Ґрунт    | Джейн Бартковіч | Росі Дармон Джулі Гелдман         | 0–6, 8–10     |
| Перемога  | 3.   | 1969     | Цинциннаті, Огайо, США                                  | Тверде   | Керрі Гарріс    | Емілі Беррер Пем Річмонд          | 6–3, 9–7      |
| Перемога  | 4.   | Бер 1971 | Детройт, Мічиган, США                                   | Килим    | Мері-Енн Ейсел  | Пічіс Бартковіч Джуді Тегарт      | 2–6, 6–2, 6–3 |
| Перемога  | 5.   | Лют 1972 | Вашингтон, США                                          | Килим    | Венді Овертон   | Джуді Тегарт-Долтон Франсуаз Дюрр | 7–5, 6–2      |
| Поразка   | 6.   | Чер 1972 | German Open, Німеччина                                  | Ґрунт    | Венді Овертон   | Гельга Мастгофф Гайде Орт         | 6–3, 6–2, 0–6 |
| Поразка   | 7.   | Січ 1973 | Сан-Франциско, Каліфорнія, США                          | Тверде   | Венді Овертон   | Маргарет Корт Леслі Гант          | 1–6, 5–7      |
| Перемога  | 8.   | Лис 1976 | Йоганесбурґ, ПАР                                        | Тверде   | Лора Дюпонт     | Івонн Вермак Елізабет Влотман     | 6–1, 6–4      |
| Поразка   | 9.   | Січ 1977 | Вашингтон, США                                          | Килим    | Крістін Шоу     | Мартіна Навратілова Бетті Стеве   | 5–7, 2–6      |
| Перемога  | 10.  | Лис 1978 | Буенос-Айрес, Аргентина                                 | Ґрунт    | Франсуаз Дюрр   | Лора Дюпонт Регіна Маршикова      | 1–6, 6–4, 6–3 |

## Нотатки
- ↑  Решта 8 з цих перших 9-ти гравчинь: Біллі Джин Кінг, Розмарі Касалс, Джейн Бартковіч, Ненсі Річі, Керрі Мелвілл, Джуді Тегарт, Джулі Гелдман і Крісті Піджон.
- ↑  Раніше, перед тим як 1973 року засновано Жіночу тенісну асоціацію, цикл турнірів WTA називався циклом турнірів Вірджинії Слімс. Від 1988 року його стали називати Тур WTA.